# گورستان قلعه پایین
قبرستان قلعه پایین مربوط به دوره اشکانیان است و در شهرستان خاش، بخش ایرندگان، دهستان ایرندگان، ۱ کیلومتری شرق روستای قلعه پایین واقع شده و این اثر در تاریخ ۲ مرداد ۱۳۸۷ با شمارهٔ ثبت ۲۳۰۶۴ به‌عنوان یکی از آثار ملی ایران به ثبت رسیده‌است.